# Kurt Fehringer
Kurt Fehringer (* 15. Juni 1920 in Magdeburg; † 12. Januar 1983 in Schönberg (Mecklenburg)) war ein deutscher Lehrer und Hochschullehrer.

## Leben
Kurt Fehringer besuchte von 1926 bis 1936 die Grund- und Mittelschule in Magdeburg. 1939 folgte ein kaufmännischer Abschluss. Im Zeichen des Zweiten Weltkriegs wurde Fehringer erst zum Reichsarbeitsdienst und 1940 in die Wehrmacht eingezogen. Im November 1945 wurde er aus der sowjetischen Kriegsgefangenschaft entlassen und besuchte einen Neulehrerkurs; 1948 und 1950 absolvierte er die Lehrerprüfungen. Bis 1962 unterrichtete er in Klüden (bei Calvörde), Behnsdorf und Weferlingen. Im Fernstudium erwarb er dann die Lehrbefähigung für Mathematik für die Grundstufe (1953) und für die Oberstufe (1961). Von 1962 bis 1965 war Fehringer als Dozent am Pädagogischen Institut in Magdeburg tätig und wirkte danach an der Technischen Hochschule Magdeburg als Leiter der Abteilung Methodik des Mathematikunterrichtes im II. Mathematischen Institut (1965–73), als Fachbereichsleiter in der Sektion Mathematik-Physik (1973–82) sowie als Leiter der Fachrichtung Lehrer für Mathematik und Physik (1977–82). Er erwarb 1969 die facultas docendi für das Gebiet Methodik des Mathematikunterrichtes, wurde 1970 an der Technischen Hochschule Magdeburg zum Dr. paed. promoviert und im gleichen Jahr zum Hochschuldozenten ernannt. Schon 1968 war er Mitglied des Wissenschaftlichen Rates der Technischen Hochschule Magdeburg und arbeitete in der Zentralen Fachkommission Mathematik der DDR mit. 
Wissenschaftlich arbeitete er auf dem Gebiet des Programmierten Unterrichtes. Ab 1966 wirkte er als Leiter der Forschungsgruppe Programmierter Mathematikunterricht am Deutschen Pädagogischen Zentralinstitut. Er war in den 1960er Jahren an den Großversuchen zur Einführung des Programmierten Unterrichts beteiligt. In den 1970er Jahren arbeitete er auf dem Gebiet der Methodik des Mathematikunterrichts.
Im Mai 1982 wurde Fehringer in den Ruhestand versetzt und verstarb am 12. Januar 1983 in Schönberg.

## Schriften
- Teilbarkeitsregeln und Restklassen, Zusatzprogramm zu Heft Nr. 5; Programmierte Lehrmaterialien;  Deutsches Pädagogisches Zentralinstitut 1964
- Die Lösung quadratischer Gleichungen: Programmiertes Lehrmaterial für die Klasse 9, Volk u. Wissen; 1966 1. Auflage;
- Potenzfunktionen, Programmiertes Lehrmaterial für Klasse 9, Volk und Wissen, 1976, Bestell-Nr. 730 677 9
- Einige Aspekte des Problems eines effektiven Studiums der mathematischen Grundlagen für das Studium der Ingenieurwissenschaften; Magdeburg, Dissertation, 1970
- Näherungsrechnen, Gleichungen, Ungleichungen: einige Probleme der praktischen Mathematik, Volk u. Wissen, 1987, ISBN 3-06-001715-8

Zeitschrift: Mathematik in der Schule, Volk und Wissen Volkseigener Verlag Berlin:
- 11 (1973 )8/9, S. 517–525; Zur fachlichen und methodischen Gestaltung des Lehrgangs „Einführung in die Netzplantechnik“ im fakultativen Unterricht
- mit Angelika Franke: 12 (1974) 5/6, S. 336–345 Zur inhaltlichen und methodischen Gestaltung des fakultativen Lehrgangs „Praktische Mathematik“
- mit Renate Wieker, Manfred Pruzina: 12 (1974) 9, S. 523–534; Praktische Mathematik – Zum Rahmenprogramm für die Klassen 9 und 10
- mit Renate Wieker: 15 (1977) 7/8, S. 420–425; Einige Beispiele für die methodische Gestaltung einer fähigkeitsfördernden Arbeitsgemeinschaft(R) „Praktische Mathematik“